# Tribunaal van Chalcedon
Kort na de dood van de Romeinse keizer Constantius II liet zijn opvolger Julianus de Afvallige een tribunaal organiseren in Chalcedon, in die tijd een voorstad van Constantinopel.  Constantius II overleed op 3 november 361, het tribunaal moet dus in de laatste maanden van 361 en het begin van 362 hebben plaatsgevonden.
Saturninius Secundus Salutius, die tot de rang van pretoriaanse prefect werd verheven, kreeg de algemene leiding over het tribunaal. Hij werd daarbij gesteund door Claudius Mamertinus (ook een burger), en vier militaire bevelhebbers, Arbitio, Agilo, Nevitta en Jovinus. De eerste twee waren oud-officieren van Constantius II, terwijl de andere twee onder Julianus hadden gediend.
Op dit tribunaal werd een groot deel van de ministers van Constantius II berecht. Verantwoordelijk voor de dagelijkse gang van zaken tijdens het tribunaal was Arbitio, "terwijl de anderen alleen maar voor de show aanwezig waren", dit volgens de historicus Ammianus Marcellinus. Van Palladius, Taurus, Euagrius, Saturninus en Cyrinus is bekend dat ze zijn verbannen. Florentius, Ursulus en Eusebius werden ter dood veroordeeld. Apodemius en Paulus Catena werden zelfs levend verbrand. Een andere Florentius werd gevangengezet op een Dalmatisch eiland. 

## Voetnoten
1. ↑   Dit artikel is gebaseerd op Ammianus Marcellinus, Res Gestae, XXII.3, 4, 7-8 en 10.
2. ↑  R.C. Blockley, "The Panegyric of Claudius Mamertinus on the Emperor Julian", The American Journal of Philology, Vol. 93, nr. 3 (juli, 1972), blz. 437-450. zie blz.449.